# Nõva
Nõva – wieś w Estonii, w prowincji Lääne, ośrodek administracyjny gminy Nõva. Wieś zamieszkuje 161 osób.